# Парламентские выборы в Британском Гондурасе (1965)
Парламентские выборы в Британском Гондурасе прошли 1 марта 1965 года. На них избиралось 18 членов парламента. Кроме этого, ещё 5 членов назначались губернатором, а два были должностными лицами. В результате правящая Народная объединённая партия получила 16 избираемых мест парламента. Впервые оппозиционная Партия национальной независимости вошла в Законодательное собрание, в которой лидер партии Филипп Голдсон победил в избирательном округе Альберт (округ Белиз), а Эдвин Мори — в Северном Толедо.

## Результаты
| Партия                               | Голоса | %    | Места |
| ------------------------------------ | ------ | ---- | ----- |
| Народная объединённая партия         | 15 271 | 57,8 | 16    |
| Партия национальной независимости    | 10 407 | 39,4 | 2     |
| Независимые                          | 753    | 2,8  | 0     |
| Недействительных/пустых бюллетеней   | 770    | -    | -     |
| Всего                                | 26 431 | 100  | 18    |
| Зарегистрированных избирателей/ Явка | 37 860 | 69,8 | -     |